# SHK AG

Zentrale der SHK AG in Bruchsal

Die SHK eG (vormals SHK Einkaufs- und Vertriebs AG) ist eine genossenschaftlich organisierte Kooperation unabhängiger Fachhandwerksbetriebe der Sanitär-, Heizungs- und Klimabranche in Deutschland, Österreich und Luxemburg. In der Einkaufsgenossenschaft sind über 920 Betriebe mit einem Gesamtaußenumsatz von rund 1,5 Mrd. Euro organisiert.
Die Kooperation stellt ihren Mitgliedern umfassende Unterstützungsleistungen zur Verfügung und fördert den Erfahrungs- und Wissensaustausch der Handwerksunternehmer und ihrer Teams. An der SHK eG sind alleinig die Genossenschaftsmitglieder beteiligt. Die SHK zertifiziert ihre Mitglieder nach SHK9004.
Die Kooperationsleistungen zielen darauf ab, die Wirtschaftlichkeit und Wettbewerbsfähigkeit der Mitgliedsbetriebe zu sichern. Hierzu zählen:
Zentralregulierung, Einkauf, Vertriebs- und Marketingberatung, Weiterbildung, Erfa-Gruppen, Online-Portale, Organisations-Handbuch, betriebswirtschaftliche Unterstützung, Architektenleistungen, Werbung und Verkaufsförderung sowie die eigenen Kooperationsmarken "Meister der Elemente" und "Badgestalter" bzw. "Bad- und Heizungsgestalter". Die Marken nutzen nach Angaben der SHK konzeptübergreifend rund 500 Unternehmen.

## Geschichte
Im Frühjahr 1988 gründeten 46 selbstbestimmte Handwerksunternehmer gemeinsam mit Initiatorin Elfi Fuchs in Baden-Württemberg die Kooperation SHK. Wichtig war ihnen die genossenschaftliche Ausrichtung der Gruppe.
Ziel war zunächst, den gemeinsamen Warenbezug zu organisieren. Es wurde ein Informationsnetz geschaffen für den Austausch von Einkaufs- und technischen Fragestellungen. Von der ersten Stunde an praktizierte die Kooperation den zentralregulierten Einkauf mit Delkredere-Übernahme. Es entwickelte sich eine klassische Einkaufsgemeinschaft, die in Form einer GmbH mit stillen Beteiligungen geführt wurde. Mit den Jahren installierte die SHK für ihre Mitglieder auch Leistungen in den Bereichen Marketing, Seminaristik, EDV.
Seit 2007, geführt von Holger Kachel, wandelte sich die Kooperation zu einem Informations- und Markenverbund. Mitglieder und Lieferanten, die an den Systemmarken der Kooperation teilnehmen, verpflichten sich einem höheren Grad der Verbindlichkeit (Sortiment, Marketing, Qualifizierung).
Zum 31. August 2016 schied Holger Kachel als Vorstand aus, Alleinvorstand wurde übergangsweise Harald Belzer. Im Umfeld dieses Führungswechsels kam es im Verband zu Turbulenzen, die Mitarbeiter wählten erstmals einen Betriebsrat und es kam in der Folge zu Austritten von etlichen Gründungsgesellschaftern. Am 1. Januar 2018 stieß als weiteres Vorstandsmitglied neben Belzer Sven Mischel zur SHK AG. Mischel leitete zuvor die Einkaufsgemeinschaft Mein Bad (Leonberg). Ab August 2018 war Mischel übergangsweise als Einzelvorstand eingesetzt, bis Thorsten Renk den zweiten Vorstandsposten übernahm.
Im Jahr 2020 stimmten die Mitglieder mehrheitlich der Aufwärtsverschmelzung der SHK AG in die SHK eG zu. Damit war der letzte Schritt der Rechtsformänderung von der AG zur eG, die 2019 beschlossen wurde, getan.

## Organisation
Als Gesellschafter profitieren die kooperierenden Handwerksunternehmer der SHK AG unmittelbar von den Boni auf mit Lieferantenpartnern getätigte Umsätze, von der Verzinsung ihres Kapitalanteils sowie vom Gewinn der Gruppe. Ihre gewählten Vertreter im Beirat und im Aufsichtsrat wirken mit an der Geschäftspolitik der Kooperation. Die gruppeneigene Zentralregulierung verschafft den Mitgliedern eine besondere Bonität, sichert deren Unabhängigkeit sowie die Unabhängigkeit der Gruppe als solche.